# Eugene Lindsay Opie
Eugene Lindsay Opie né le 5 juillet 1873 à Staunton (Virginie), décédé le 12 mars 1971 à Bryn Mawr (Pennsylvanie) , était un médecin et pathologiste américain qui a fait des recherches sur la tuberculose et plus tard sur l'immunisation contre la maladie.
Opie a été professeur de pathologie dans plusieurs écoles de médecine aux États-Unis et a été doyen de la faculté de médecine de l'université de Washington à St. Louis. Il a servi pendant la Première Guerre mondiale dans le corps médical de l'armée américaine. Durant cette période, il a mené des recherches sur la grippe, la tuberculose et la fièvre des tranchées.